# Иваново (Новочебоксарск)
Ива́ново (чув. Ивански):156 — упразднённая деревня, ранее входила в состав Чебоксарского, Мариинско-Посадского районов и города Чебоксары Чувашской АССР. С 1965 года в составе Новочебоксарска. В настоящее время — микрорайон Новочебоксарска.

## История
Краевед И. С. Дубанов, ссылаясь на работу Павлова Л.П. и Станьяла В.П. «Сторона моя чебоксарская», отмечает, что название деревне (первоначально — выселку) дано по имени первого её жителя — Ивана — переселенца из деревни Пӳкасси (Князь-Теняково).
В 1930 году на участке, выделенном из наделов Банновского и Ивановского земельных обществ, был построен Ивановский кирпичный завод (в 1973 году переименован в Новочебоксарский завод строительных материалов).
В 1961 году в деревне построена больница, на базе которой впоследствии была создана больница города Новочебоксарска.
11 августа 1965 года Президиум Верховного Совета ЧАССР принял постановление «Об образовании в Чувашской АССР города Новочебоксарска», которым упразднил Банновский сельсовет города Чебоксары, передав населённые пункты Банново, Иваново, Ольдеево, Тенеккасы, Чёдино и Яндашево в административное подчинение Новочебоксарского горсовета.
По состоянию на 1 мая 1981 года деревни Банново, Иваново и Ольдеево образовывали совхоз «XXV съезд КПСС»:78.
Деревня исключена из списка населённых пунктов Чувашской Республики в сентябре 2004 года.
Административно-территориальная принадлежность
В составе: Алымкасинской (до 4 марта 1918 года), Яндашевской волостей Чебоксарского уезда (до 1 июня 1919 года). С 1 июня 1919 года — снова в Алымкасинской волости Чебоксарского уезда, с 1 октября 1927 года деревня вошла в состав Чебоксарского района, с 17 ноября 1928 года — в Мариинско-Посадском районе, с 16 марта 1961 года в подчинении Чебоксарскому горсовету, 27 сентября 1965 года передана в подчинение Новочебоксарскому горсовету, затем, с 11 декабря 1965 года, — Новочебоксарскому райсовету:156.

Сельский совет: Банновский (с 1 октября 1927 года до упразднения сельсовета):156.
Религия
По состоянию на конец XIX — начало XX века жители деревни Иваново относились к приходу Никольской церкви села Яндашево (Никольское) Казанской епархии.
Прежние названия
Выселок Иваново Ивански (1897), Иваново (1904), Выселок Иванов (Ивански) (1907), Выселок Иванов (1917):156

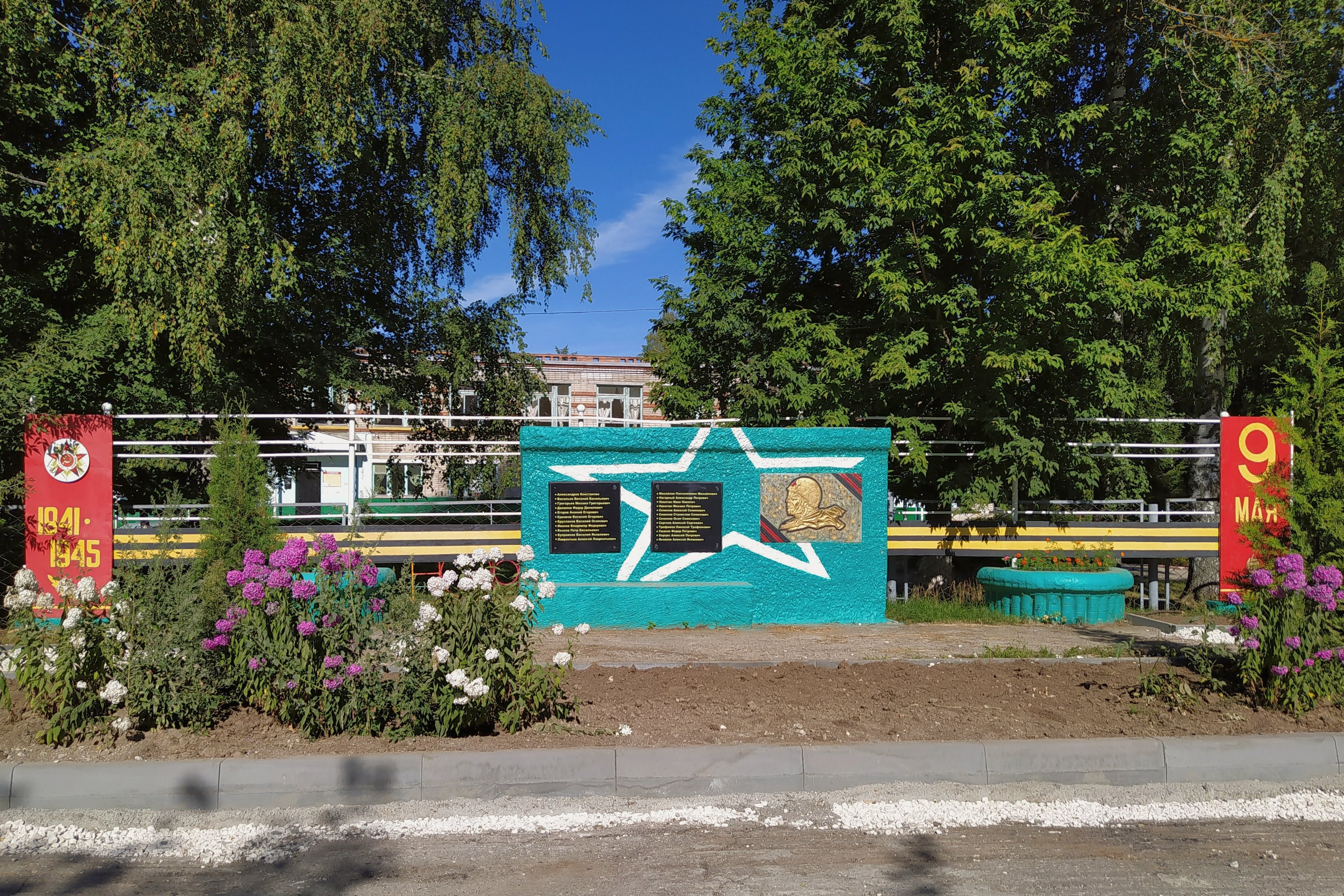
Обелиск погибшим в Великой Отечественной войне 1941—1945 гг.

## Население
| Год     | 1897 | 1907 |
| ------- | ---- | ---- |
| Жителей | 73   | 15   |

## Памятники и памятные места
- Обелиск погибшим в Великой Отечественной войне 1941—1945 гг. (ул. Силикатная, около д. 9 по ул. Заводская)[14][15].

## Память о деревне
- Улица Ивановская, бывшая в черте Новочебоксарска (упразднена)[16].
- «Фонтан памяти» в честь 13 деревень, вошедших в состав Новочебоксарска, расположен у входа в храм равноапостольного князя Владимира на Соборной площади Новочебоксарска. На гранях фонтана — названия 13 деревень, на месте которых основан современный Новочебоксарск: Анаткасы, Арманкасы, Банново, Ельниково-Изеево, Ельниково-Тохтарово, Иваново, Ольдеево, Пустынкасы, Тенеккасы, Тоскинеево, Цыганкасы, Чёдино, Яндашево. Памятник воздвигнут по инициативе президента Чувашии Николая Фёдорова, уроженца деревни Чёдино. Автор проекта — архитектор Н. Рожкова. Открытие состоялось 31 октября 2003 года[17].